# Chandra Cheeseborough
Chandra Danette Cheeseborough (* 10. Januar 1959 in Jacksonville, Florida) ist eine ehemalige US-amerikanische Sprinterin. Sie wurde zweimal Olympiasiegerin.
Bereits mit 16 Jahren gelangte Cheeseborough zu internationaler Bekanntheit durch den Gewinn zweier Goldmedaillen bei den Pan American Games 1975 in Mexiko, wobei sie über 200 Meter auch gleichzeitig einen neuen amerikanischen Rekord aufstellte. Nachdem sie die High School beendet hatte, ging sie nach Nashville an die Tennessee State University. In den Jahren 1976 und 1984 war sie jeweils Mitglied der US-amerikanischen Olympiamannschaft, 1980 gehörte sie der Mannschaft an, die wegen des Boykotts nicht bei den Olympischen Spielen in Moskau antrat. Auch nach ihrer aktiven Sportkarriere ist sie dem Sport treu geblieben, allerdings als Trainer verschiedener Leichtathletikmannschaften. 2000 wurde sie als eines der jüngsten Mitglieder in die nationale Sports Hall of Fame aufgenommen.
Bei den Olympischen Spielen 1984 in Los Angeles war sie in absoluter Topform und gewann die Silbermedaille im 400-Meter-Lauf, hinter Valerie Brisco-Hooks (USA) und vor Kathy Smallwood-Cook (GBR), sowie zusammen mit ihren Teamkolleginnen Alice Brown, Jeanette Bolden und Evelyn Ashford die Goldmedaille im 4-mal-100-Meter-Staffellauf vor den Teams aus Kanada und Großbritannien. Ihrer Topform entsprechend nahm sie auch an dem 4-mal-400-Meter-Staffellauf teil und gewann in diesem ebenfalls die Goldmedaille zusammen mit ihren Teamkolleginnen Lillie Leatherwood, Sherri Howard und Valerie Brisco-Hooks vor den Mannschaften aus Kanada und der Bundesrepublik Deutschland.